# Ben Chebet Kipruto
Ben Chebet Kipruto (* 22. Februar 1982) ist ein kenianischer Marathonläufer.
2005 stellte er mit 2:12:04 den Streckenrekord beim Tirol Speed Marathon auf, und 2006 siegte er beim Triest-Marathon. 2008 gewann er den Alexander-der-Große-Marathon und die Maratona d’Italia.
2009 stellte er bei der Maratona di Sant’Antonio mit seiner persönlichen Bestzeit von 2:09:42 einen Streckenrekord auf. Außerdem siegte er im selben Jahr beim Florenz-Marathon mit einer Sekunde Vorsprung auf Hindernislauf-Olympiasieger Reuben Kosgei.